# 47 rōnin
Pour les articles homonymes, voir 47 rōnin (homonymie).
 (mars 2021).

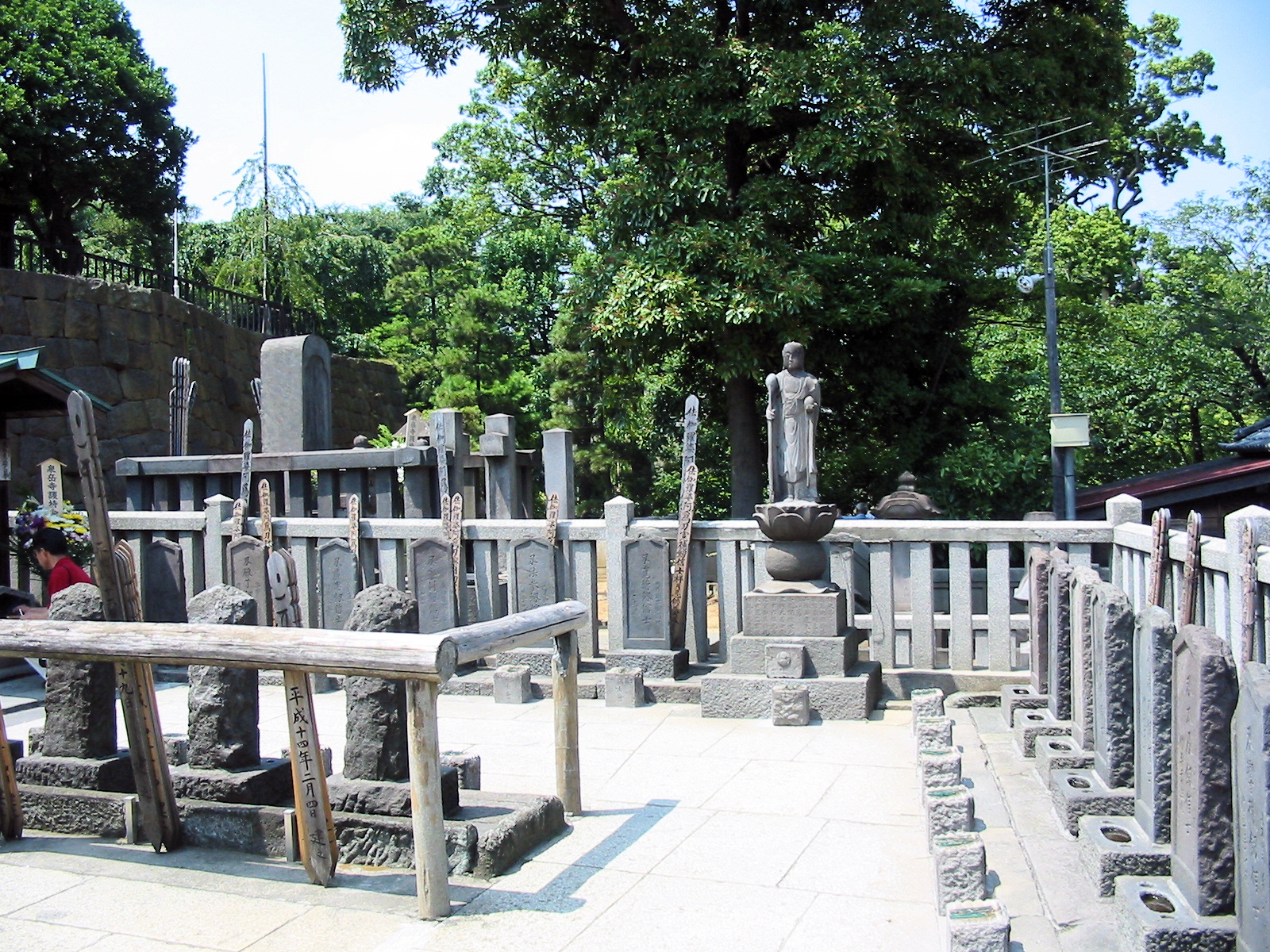
Tombes des 47 rōnin au temple Sengaku-ji.

L'affaire des 47 rōnin, aussi connue sous le nom de 47 samouraïs, ou la « vendetta d'Akō », ou en japonais Akō rōshi (赤穂浪士) ou encore genroku akō jiken (元禄赤穂事件), est un épisode de l'histoire japonaise classique. Elle est décrite dans les manuels japonais comme une « légende nationale ». Les 47 rōnin sont aussi appelés les 47 gishi ou Akō gishi.
En 1701, dans la région d'Akō (préfecture de Hyōgo), un groupe de samouraïs est laissé sans chef (rōnin) après la condamnation  au suicide rituel (seppuku) de son daimyo Asano Naganori par le shogun Tokugawa Tsunayoshi. Naganori est accusé d'avoir blessé Kira Yoshinaka (1641-1703), maître des cérémonies de la maison du shogun, qui l'avait insulté. Les 47 rōnin décident de le venger en tuant Kira. Après avoir planifié l'attaque pendant près de deux ans, ils passent à l'action le 14 décembre 1702 (selon le calendrier japonais, ou le 30 janvier 1703 selon le calendrier grégorien). Condamnés pour meurtre, les 47 eurent le droit de garder leur honneur par le suicide rituel et s'exécutèrent le 4 février 1703. Ils connaissaient à l'avance les conséquences de leur acte et c'est pour cela que leur action était considérée comme honorable.
Quelque peu enjolivée, cette histoire a trouvé sa place dans la culture populaire comme un exemple des valeurs de loyauté, de sacrifice, de dévouement et d'honneur dont tout Japonais était censé s'inspirer dans sa vie quotidienne. Cette popularité a connu un regain avec la rapide modernisation de l'ère Meiji, qui bousculait les traditions, et au cours de laquelle beaucoup de gens cherchaient à retrouver une part de leurs racines perdues.
Le cimetière de Sengaku-ji existe toujours. On y voit le puits, le bassin où a été lavée la tête de Kira, ainsi que le tombeau d'Asano et les 48 stèles dressées sous les arbres. Trois siècles après, de nombreux Japonais viennent encore brûler des baguettes d'encens sur ces tombes pour honorer la mémoire des rōnin. Le thème est resté populaire : dans la seule décennie 1997-2007, la télévision japonaise a consacré dix réalisations à cette épopée.

## Histoire
Les sources étant parfois divergentes, la version donnée ici compile prudemment de nombreuses sources, et notamment le récit de témoins oculaires sur différents épisodes de cette « saga ».

### Prologue

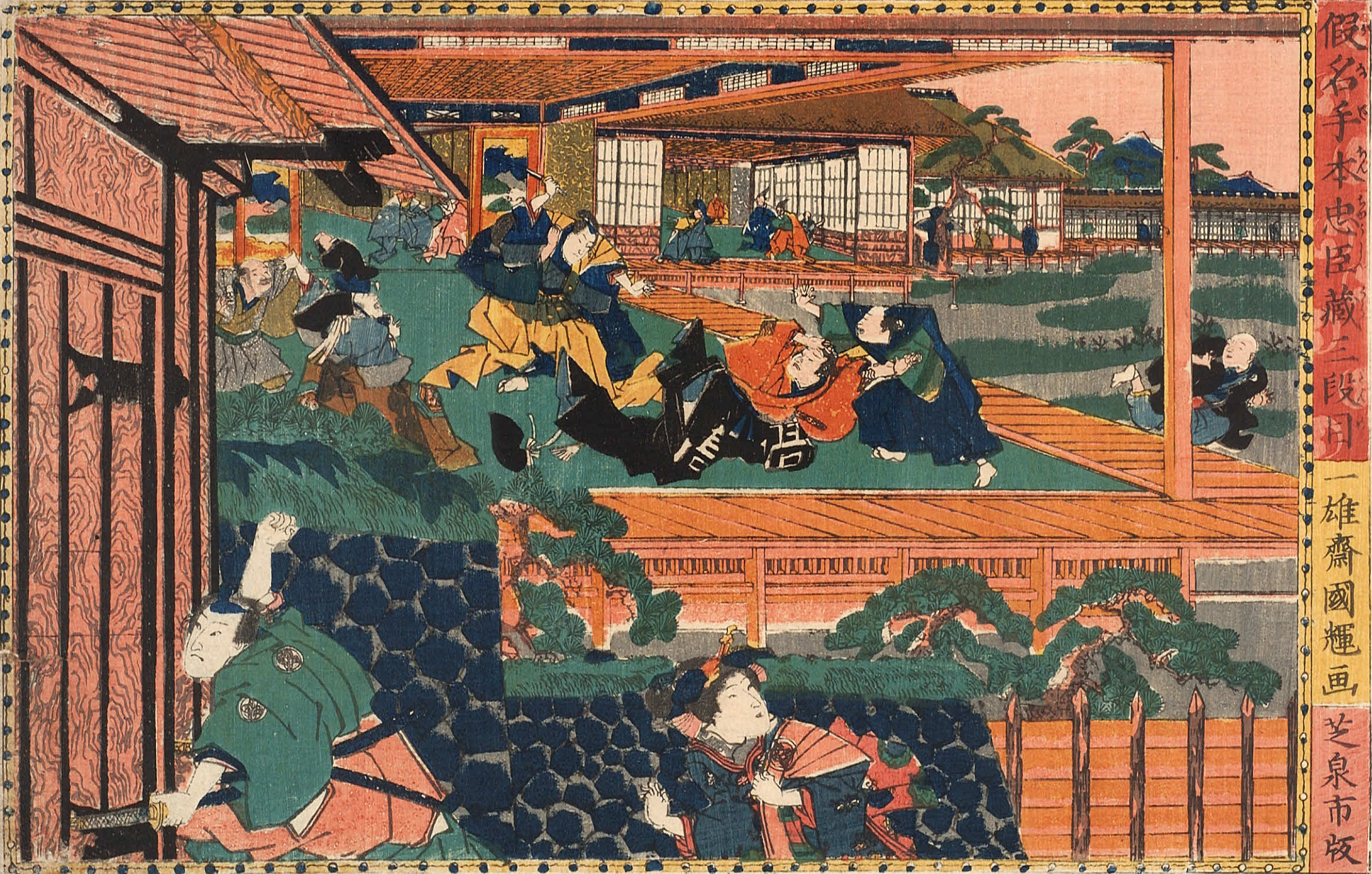
Représentation de l'attaque de Naganori Asano sur Yoshinaka Kira au château d'Edo.

En 1701, deux daimyos (seigneurs) sont appelés à la cour du shogun à Edo (l'actuelle Tokyo). Il s'agit de Kamei Korechika et Asano Naganori, le jeune daimyo du fief d'Akō dans la province de Harima (à l'ouest du Honshū). Ils sont chargés d'organiser la cérémonie d'accueil pour le cortège de l'empereur Higashiyama, attendu à la cour du shogun à l'occasion du sankin kōtai, la réunion périodique des daimyos.
Pour s'instruire sur l'étiquette très rigide de la cour, ils se présentent au maître des cérémonies, Kira Kōzuke no Suke Yoshinaka, haut fonctionnaire du shogunat de Tokugawa Tsunayoshi. Or, ce dernier se montre mal disposé à leur égard, probablement à cause de la modicité des présents reçus en contrepartie de la formation donnée alors que, selon l'usage, il attendait beaucoup plus. Selon certains témoins, Kira était un personnage assez cassant, d'autres le décrivent comme corrompu. Puisque Asano, très croyant et se conformant à l'enseignement de Confucius, refuse d'entrer dans ce jeu de corruption, le maître de cour Kira devient plus arrogant et injurieux à l'égard des deux daimyos et néglige la formation qu'il est censé leur donner.
Tandis qu'Asano supporte stoïquement les humiliations, son compagnon Kamei en est de plus en plus irrité et décide de tuer Kira, pour laver cet affront. Les conseillers avisés de Kamei, inquiets de la tournure prise par les événements, soudoient en cachette Kira, évitant un meurtre qui aurait été un désastre aussi bien pour leur prince que pour la cour. De fait, Kira se montre maintenant tout miel envers Kamei, atténuant le courroux de ce dernier.
Kira reporte désormais sa hargne sur Asano. Il ne manque aucune occasion de le bafouer, le traitant de cul-terreux. Asano sort de ses gonds, bondit sur Kira une dague au poing, le blesse d'abord au visage, manque son second coup, avant que la garde ne les sépare.

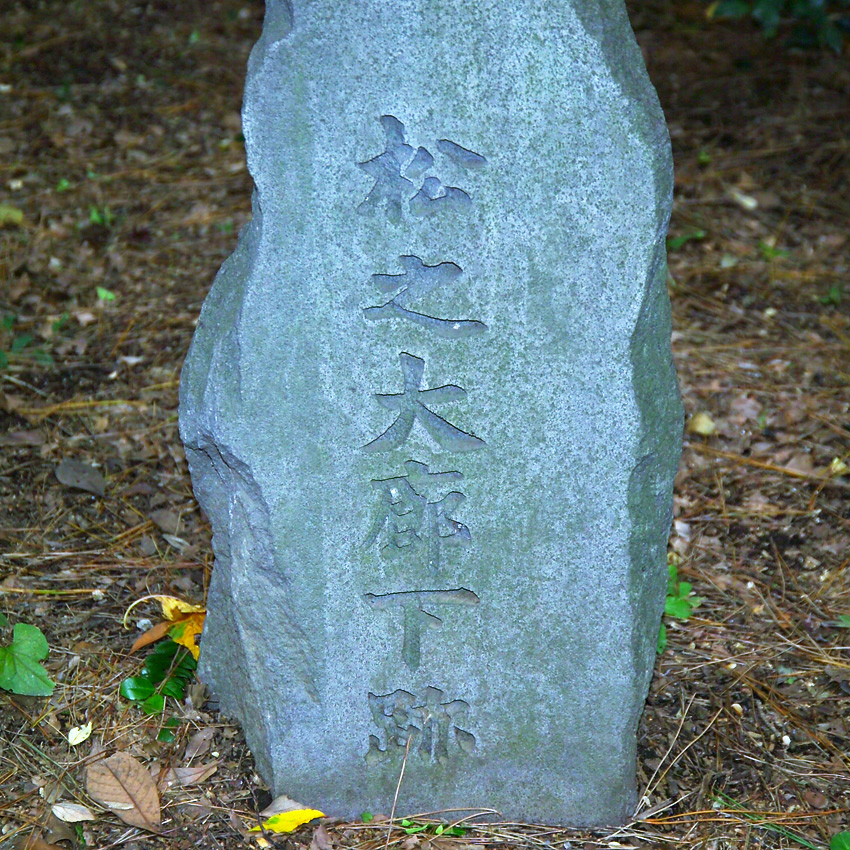
Matsu no Ōrōka, le couloir des pins, au château d'Edo, où Asano agressa Kira.

La blessure de Kira est bénigne, mais oser attaquer un haut fonctionnaire du shogunat à Edo, de plus dans l'enceinte du palais du shogun, est un acte gravissime — le simple fait d'y tirer son arme y est passible de la peine de mort. Selon d'autres sources, le crime d'Asano aurait été d'avoir endommagé dans l'action une célèbre porte coulissante dorée. C'est pourquoi Asano se voit contraint à exécuter sur le champ un seppuku (suicide rituel).
Dans une version encore différente, Kamei aurait demandé à disposer (il manque des mots) prétextant étudier, mais Kira aurait refusé cette faveur à Asano, incapable selon lui d'appliquer les rites d'usage (alors que ses mouvements étaient semblables à ceux de Kamei) et demandé à son secrétaire de lui donner des cours. Asano au bord de la fureur dégaine son sabre et donne la possibilité à Kira de se défendre, mais ce dernier préfère fuir. Asano le rattrape, le blesse, endommageant la porte dorée. Le secrétaire de Kira vole au secours de son maître en marchant sur la robe traînante d'Asano, et le fait trébucher. Asano lui tranche la tête et s'enfuit rejoindre son escorte.
Après le suicide d'Asano, tous ses biens sont confisqués, le fief d'Akō revient au shogun et les samouraïs d'Asano se retrouvent rōnin, guerriers sans seigneur.
Quand l'information parvient au principal conseiller à la cour d'Asano, Ōishi Kuranosuke Yoshio, celui-ci met la famille d'Asano en sécurité et remet les clefs du château aux envoyés du gouvernement.

### Plan de vengeance desrōnin

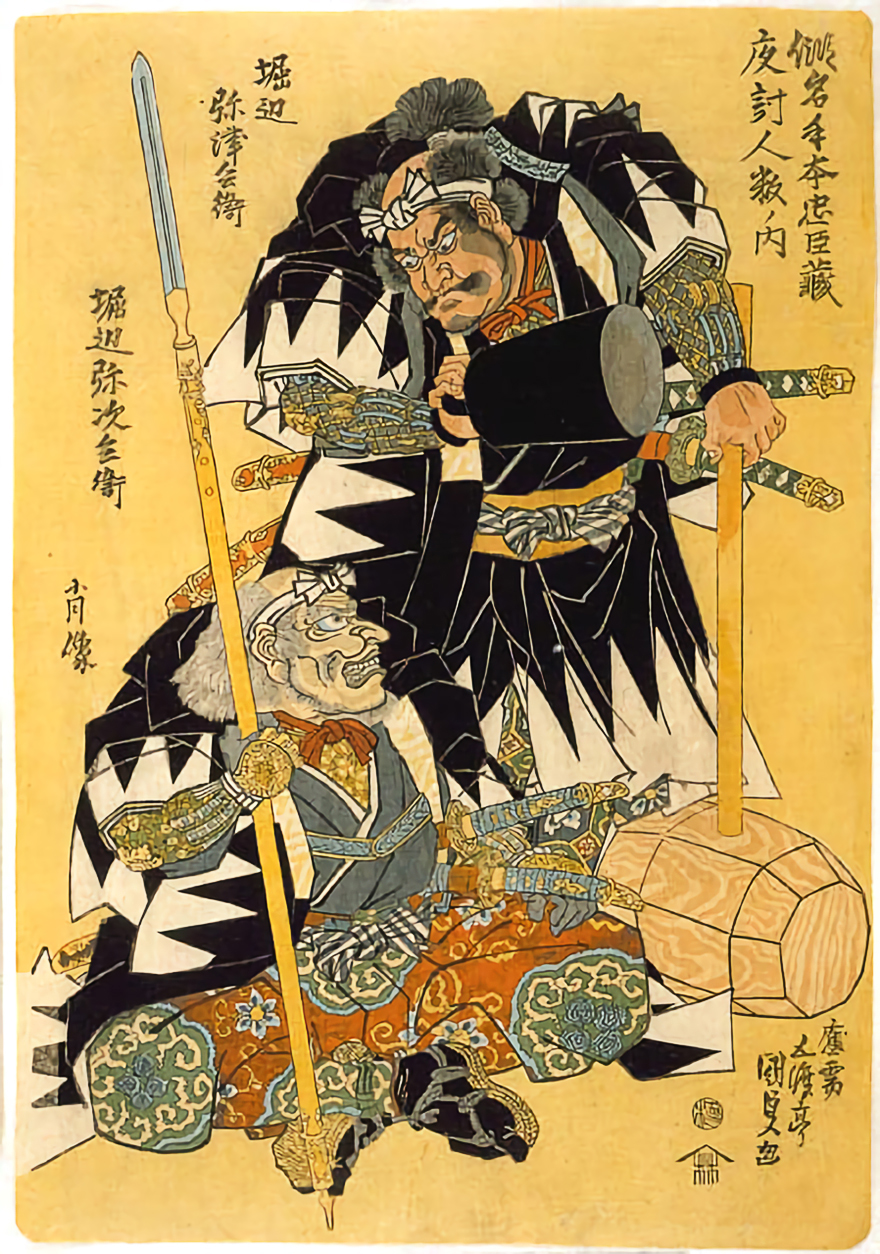
Deux des 47 rōnin : Horibe Yahei et son fils adoptif, Horibe Yasubei. Yasubei porte un ōtsuchi.

Parmi les quelque 300 personnes de la suite d'Asano, se trouvaient 47 guerriers (50 à l'origine, selon certaines sources)  ne pouvant admettre la mort de leur seigneur sans vengeance, notamment leur chef, Ōishi Kuranosuke, bien que la vendetta soit proscrite dans un tel cas. C'est en pleine connaissance de la lourde sanction qu'ils encourent qu'ils s'unissent dans un serment secret : ils vengeront la mort de leur maître en assassinant Kira.
Mais ils savent que Kira est bien gardé, sa maison fortifiée et qu'une attaque immédiate serait vouée à l'échec. Pour l'emporter, il faut d'abord surmonter ce dispositif.
Pour rassurer Kira et les autres fonctionnaires du shogunat, ils se dispersent et se font passer pour des commerçants ou des moines. Ōishi lui-même s'établit à Kyoto, fréquentant assidûment tavernes et bordels, pour dissiper toute suspicion de vengeance. Le maître des cérémonies Kira reste cependant méfiant et fait espionner Ōishi ainsi que d'autres hommes d'Asano.
Au cours d'une de ses tournées très arrosées, Ōishi ivre s'effondre dans la rue, et s'endort sous les quolibets des passants.
Un homme de Satsuma, qui passe par là, ne peut admettre un comportement aussi scandaleux d'un samouraï, incapable de surcroît de venger son maître. Il insulte et frappe Ōishi au visage et lui crache dessus. Or c'était une grande offense ne serait-ce que d'effleurer le visage d'un samouraï, sans parler de le passer à tabac.
Peu de temps après, Ōishi se rend auprès de son épouse, qui lui était fidèle depuis 20 ans, et divorce d'elle afin qu'il ne lui soit fait aucun tort si les partisans de Kira voulaient se venger. Il la renvoie chez ses parents avec leurs deux plus jeunes enfants. Il laisse cependant à l'aîné le choix entre rester pour se battre ou partir. Chikara choisit de rester avec son père.
Ōishi mène alors une vie de débauche, à l'opposé des valeurs du samouraï. Pilier des tavernes, habitué des maisons de geishas (en particulier Ichiriki Ochaya), il multiplie les obscénités en public. Ses hommes lui payent même une concubine, dans le but de le calmer, mais ils cherchaient surtout à endormir la vigilance des espions de Kira…
Car tous ces faits sont rapportés à Kira, assoupissant sa méfiance : il paraît désormais clair que la bande d'Asano n'est qu'un ramassis de samouraïs de pacotille, qui n'ont même pas le courage de venger leur maître. Puisqu'ils paraissent inoffensifs, un an et demi s'étant écoulé, il relâche la surveillance.
Les anciens vassaux d'Asano se rassemblent à Edo et obtiennent, sous leur couverture d'artisans ou de commerçants, leurs entrées dans la maison Kira. Ils se familiarisent avec les lieux et les usages du personnel. L'un d'eux, Kinemon Kanehide Okano, épouse même la fille de l'architecte pour se procurer les plans du système de défense. D'autres se procurent des armes et les introduisent dans Edo, dans la plus stricte illégalité, en intelligence avec Ōishi.

### Assaut
En décembre 1702, Ōishi Kuranosuke est enfin persuadé que la situation est favorable et que la garde de Kira est suffisamment relâchée. Subrepticement, il quitte Kyoto pour se rendre à Edo où sa petite troupe s'est rassemblée dans un lieu secret et a renouvelé le serment de la conjuration.
L'assaut contre la maison de Kira Yoshinaka est lancé à l'aube du 14 décembre, sous la neige. Selon le plan minutieusement mis au point, les assaillants se divisent en deux groupes, armés d'épées et de grands arcs. Le premier, sous la conduite d'Ōishi attaquera la porte principale, le second, commandé par son fils, Chikara, prendra la maison à revers. Un coup de gong donnera le signal pour l'assaut et un coup de sifflet annoncera la mort de Kira. On lui coupera la tête pour la porter en offrande sur la tombe du seigneur Asano. Ensuite, ils se rendront et attendront la sanction inéluctable : la mort. Tout cela est décidé au cours d'un dernier repas commun, où Ōishi et ses hommes font serment de ne faire aucun tort aux femmes, enfants et autres personnes sans défense. Le code du bushido n'impose pas de respecter les civils, mais ne l'interdit pas non plus.

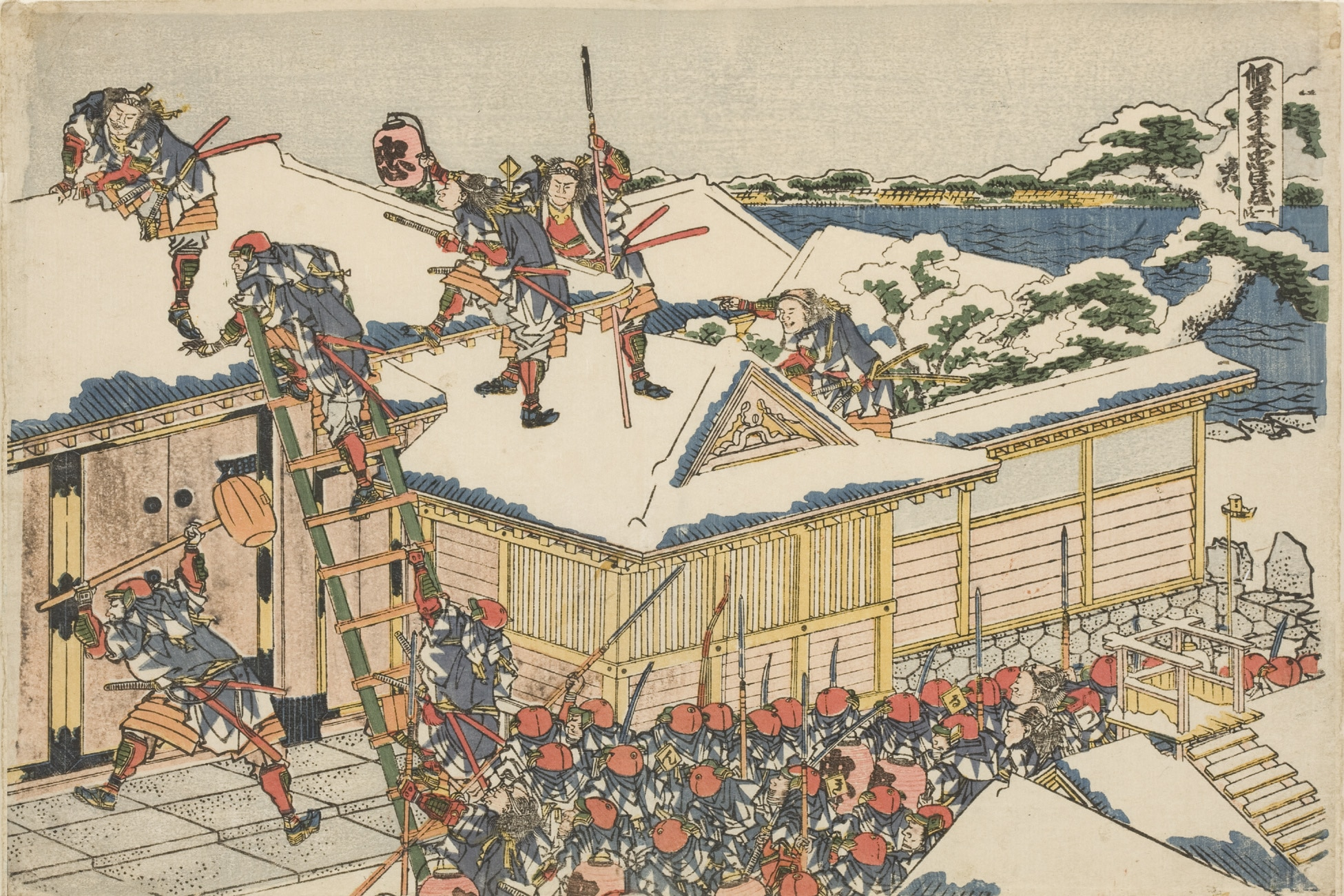
L'attaque, Chūshingura, acte 11, scène 2 (estampe de Hokusai).

Ōishi ordonne à quatre hommes d'escalader la clôture pour surprendre les portiers et les neutralise. Ensuite, il fait informer le voisinage qu'il ne s'agit pas de cambrioleurs, mais de guerriers voulant venger la mort de leur seigneur, et qu'il n'arrivera rien à personne, hormis Kira. Les voisins, détestant aussi Kira, se tiennent tranquilles.
Ōishi place alors des archers en couverture, certains sur le toit,  pour s'assurer que ceux qui dorment encore ne puissent s'échapper et chercher de l'aide.
L'assaut débute par un coup de gong à l'avant de la maison. Dix hommes de Kira y sont affectés, mais l'escouade d'Ōishi Chikara les prend à revers.
Kira, terrifié, s'enfuit avec son épouse et ses servantes, dans un réduit au fond de la véranda, tandis que ses hommes, qui dormaient dans des baraquements à l'extérieur, tentent en vain d'entrer dans la maison pour le délivrer. Ils envoient des messagers chercher des secours, mais les archers les abattent.
Au terme d'un combat furieux, le dernier homme de Kira est enfin maîtrisé. Seize de ses hommes sont tués, vingt-deux blessés, dont le petit-fils de Kira, mais pas trace de ce dernier. On ne trouve dans la maison que des enfants et des femmes en pleurs. Mais Ōishi s'aperçoit que le lit de Kira est encore chaud : il ne peut être loin.

### Mort de Kira
On finit par le découvrir derrière une tapisserie couvrant un passage vers une cour intérieure, avec plusieurs de ses hommes, qui sont tués.
Les rōnin se rassemblent et, à la lueur d'une lanterne, Ōishi identifie Kira : la cicatrice qu'il garde à la tête depuis le coup porté par Asano lève tout doute sur son identité.
Ōishi, par déférence pour le rang de Kira, s'agenouille devant lui, lui expliquant qui ils sont, et leur exigence de tirer vengeance pour la mort de leur prince : on lui offre  de mourir honorablement en samouraï en exécutant un seppuku. Ōishi propose même son assistance et présente à Kira la dague même qui avait servi à Asano pour se donner la mort. Kira demeure muet, tremblant de peur. Ōishi fait s'agenouiller Kira et il le décapite avec la dague[réf. nécessaire].  Emportant la tête de Kira, les rōnin quittent les lieux.
En chemin, Ōishi envoie l'ashigaru Terasaka Kichiemon porter la nouvelle à Akō afin que le monde sache que la vengeance est enfin accomplie. 
Bien que cette version faisant de Kichiemon le messager soit la plus communément admise, on a prétendu qu'il se serait enfui avant ou après la bataille, ou qu'il aurait reçu l'ordre de partir avant le rassemblement des rōnin.

### Suites

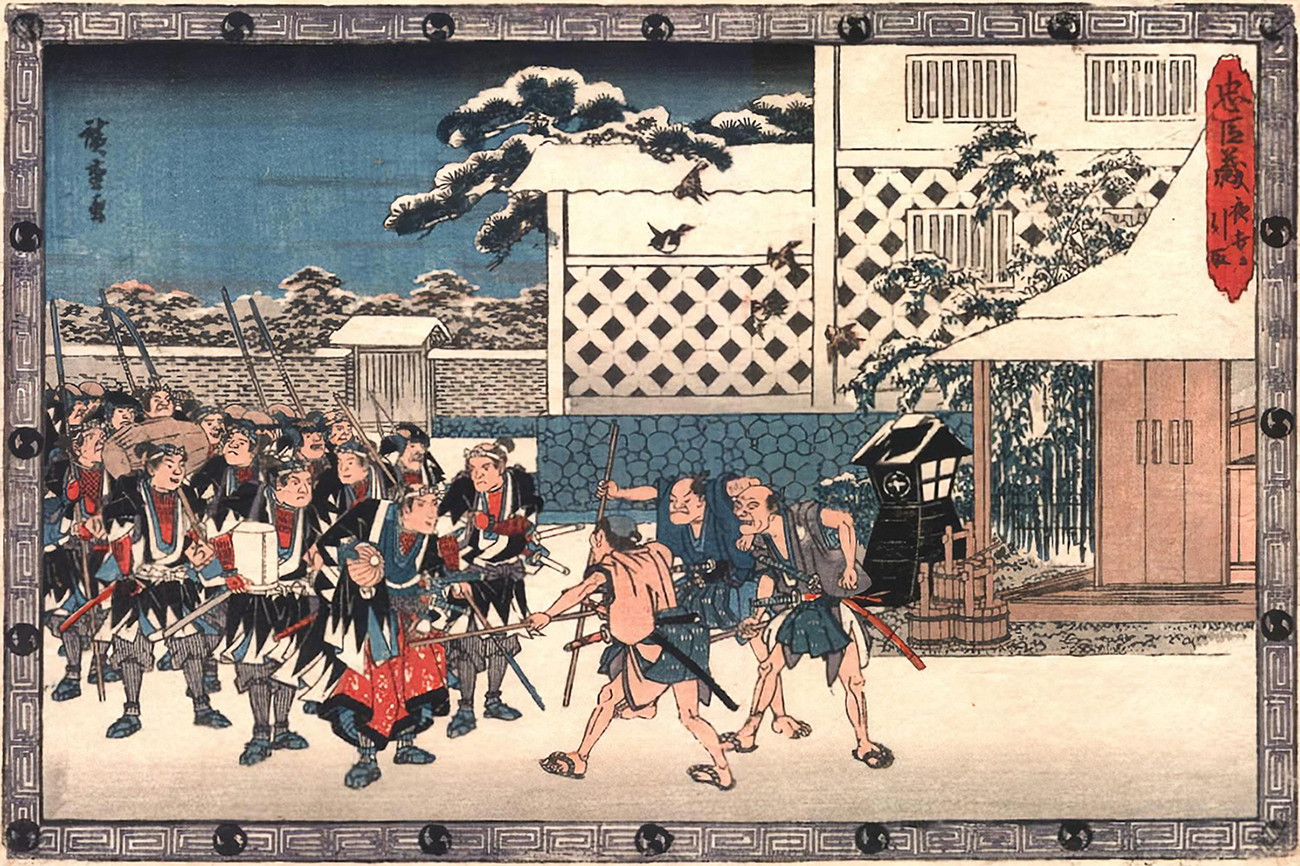
Le retour des rōnin, acte 11, scène 5, Chūshingura.

Le jour même, les rōnin apportent la tête de Kira sur le tombeau de leur maître, au temple Sengaku-ji, ce qui fait sensation dans les rues. Le récit des événements a vite fait le tour de la ville, et on rapporte que c'est un chœur de louanges qui accompagnait le cortège, certains les invitant même à l'auberge pour leur offrir à boire.
Au temple, les 46 rōnin restants lavent et purifient la tête de Kira et la placent à côté de la dague fatale sur la tombe d'Asano. Après s'être recueillis, ils font don au chef de monastère de tout leur argent, en lui recommandant de leur faire des funérailles dignes et de veiller à ce qu'on dise des prières en leur mémoire.
L'heure de la reddition a sonné. On les divise en quatre groupes, sous la garde de daimyos différents.
Arrivent alors au temple deux amis de Kira, qui viennent chercher sa tête pour l'enterrer. De nos jours, le temple possède encore le reçu signé à cette occasion par le chef de monastère et les deux amis.
Les autorités du shogunat se trouvent embarrassées. D'un côté, les samouraïs s'étaient bien conformés aux usages guerriers du bushido, qui leur imposait de venger la mort de leur maître, d'un autre côté, ils avaient violé l'interdiction des vendettas édictée par le shogun à Edo. Ils sont donc condamnés à mort, mais le shogun leur accorde la mort honorable par seppuku, plutôt qu'une exécution comme de vulgaires criminels. Tous se plient au rite pour finir en guerriers.
C'est le Genroku 15, le 19e jour du 12e mois (元禄十五年十二月十九日, dimanche 4 février 1703) que les 46 rōnin s'appliquent la sentence (elle concerne 46 sur les 47 qui avaient participé à l'action, ce qui induit encore en erreur : on parle parfois à tort des « 46 rōnin »).
Conformément à leurs dernières volontés, les condamnés sont enterrés au temple Sengaku-ji, sur une seule rangée face à la tombe de leur seigneur. Quant au 47e rōnin, revenu plus tard de sa mission à Akō, il sera gracié par le shogun, n'étant pas un bushi. Il vivra jusqu'à 78 ans et sera finalement enterré aux côtés de ses camarades,.
Les tenues et les armes que portaient les rōnin se trouvent encore aujourd'hui au temple, ainsi que le tambour (ōtsuchi) et le sifflet. La majeure partie de l'armement était de leur propre fabrication, car ils voulaient éviter d'éveiller la curiosité en achetant ces articles militaires à un forgeron.
Les tombes des rōnin devinrent aussitôt un lieu public où les gens s'assemblaient pour prier, dont cet homme de Satsuma qui avait bafoué Ōishi, alors que celui-ci gisait ivre mort dans le caniveau. Il s'en repent, demande pardon d'avoir cru que Ōishi n'était pas un vrai samouraï, puis, inconsolable, se suicide. On lui accorde finalement d'être enterré à côté des 47 rōnin.

### Réhabilitation
Même si l'on considère ces événements comme des actes purement dictés par le sens de l'honneur et la loyauté, ils ont eu des effets très concrets sur la restauration du clan Asano. La mort du seigneur avait privé d'emploi des centaines de samouraïs, et il leur était en général impossible de trouver une autre place, étant issus d'une maison déshonorée. Beaucoup avaient alors dû se reconvertir en ouvriers agricoles ou journaliers. L'affaire des 47 rōnin ayant réhabilité le nom, beaucoup des samouraïs au chômage retrouvèrent en peu de temps un emploi très honorable. Asano Daigaku Nagahiro, frère cadet de Takuminokami et son héritier, fut rétabli par le shogunat Tokugawa dans ses titres, même s'il ne retrouvait qu'un dixième de l'ancien domaine.

### Controverses

#### Bushido ou vengeance?
Certains pensent que les 47 rōnin ont bien appliqué le code du bushido lors de cet événement, mais d'autres, comme Yamamoto Tsunetomo, auteur de l'Hagakure, pensent qu'en laissant passer plusieurs mois avant de venger leur maître, les 47 rōnin ont pris le risque de laisser ce crime impuni dans le seul but d'être certains de tuer Kira. Car ce dernier s'était préparé à l'attaque. Les détracteurs de cette légende pensent donc qu'il s'agit d'une bonne histoire de vengeance, mais pas d'une histoire de bushido.
Ōishi Kuranosuke, le chef des rōnin, souhaitait absolument la mort de Kira, alors que selon le code du bushido, la mort de l'agresseur compte peu [réf. nécessaire]. Il faut avant tout montrer son courage et sa détermination par une réaction forte et immédiate, sans accorder d'importance à la victoire ou la défaite. En laissant passer du temps, Ōishi a pris le risque de déshonorer le nom de son clan (si, par exemple, Kira était mort accidentellement entre-temps), la pire chose qu'un samouraï puisse faire.

#### Distinguer l'histoire et la légende
Le thème ayant été abondamment exploité et édifié en mythe (voir ci-dessous), comment faire la part de la réalité historique et celle de la fiction ?
Les daimyos Kamei et Asano ont bien existé et on a la trace des événements, Genroku 14, le 14e jour du 3e mois (元禄十四年三月十四日, jeudi 21 avril 1701). Le célèbre « incident d'Akō » est réel.
La source Mitford, longtemps admise comme fiable, est aujourd'hui contestée, mais offre une bonne base de départ pour toute recherche sur l'affaire. Par clause de style ou par ambition ethnographique, Mitford se justifie :

« Blotti au cœur d'un vénérable bosquet, à Takanawa, un faubourg de Yedo, se cache Sengakuji, dit aussi le Temple de la Colline du Printemps, renommé dans le pays entier pour son cimetière, car c'est là que s'élèvent les tombes des Quarante-sept Rōnin, illustres dans l'histoire japonaise, héros d'un drame japonais, dont je vais ici transcrire la geste. »

— Mitford, A. B.
Mitford précisait qu'il s'appuyait sur des traductions de documents de Sengaku-ji qu'il avait étudiés personnellement. Il les avançait comme « preuves » authentifiant la trame de son récit. Ces documents étaient :
1. … le reçu donné par les vassaux du fils de Kōtsuke no Suke pour la tête de son père, reçu établi lorsque le prieur du monastère avait restitué cette tête à la famille du défunt[21] ;
2. … un document justifiant la démarche des 47 rōnin, dont une copie a été retrouvée sur chacun des guerriers daté du 12e mois de la 15e année de Genroku[25] ;
3. … un papier que les 47 rōnin ont déposé sur la tombe de leur seigneur, à côté de la tête de Kira Kōtsuke no Suke[26].